# Francisco Prieto
Francisco Javier Prieto Caroca (Antofagasta, 1º luglio 1983) è un calciatore cileno, di ruolo portiere, attualmente svincolato.